# Macroglossum prometheus
Macroglossum prometheus är en fjärilsart som beskrevs av Jean Baptiste Boisduval 1875. Macroglossum prometheus ingår i släktet Macroglossum och familjen svärmare. Inga underarter finns listade i Catalogue of Life.

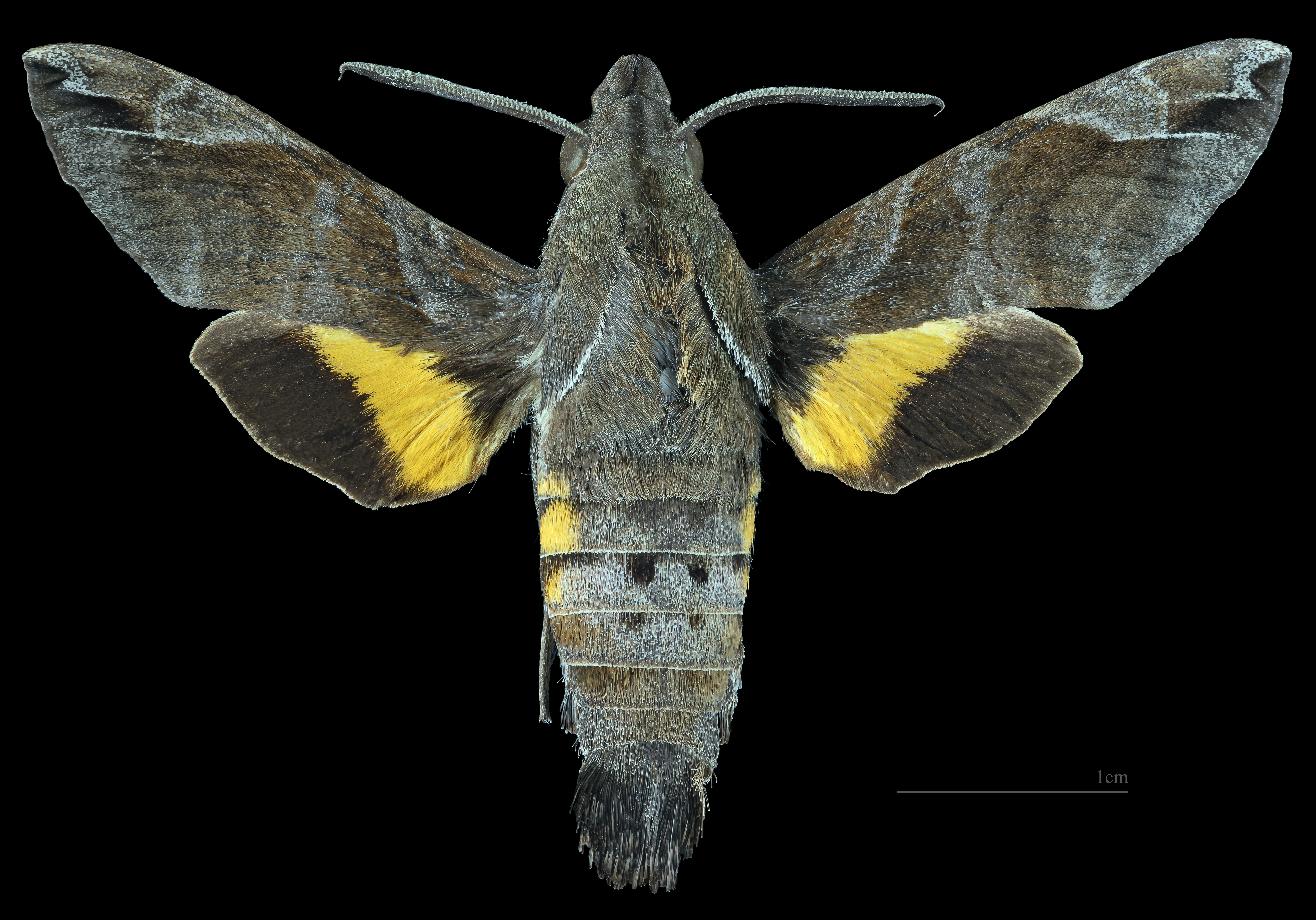
Macroglossum prometheus ♂
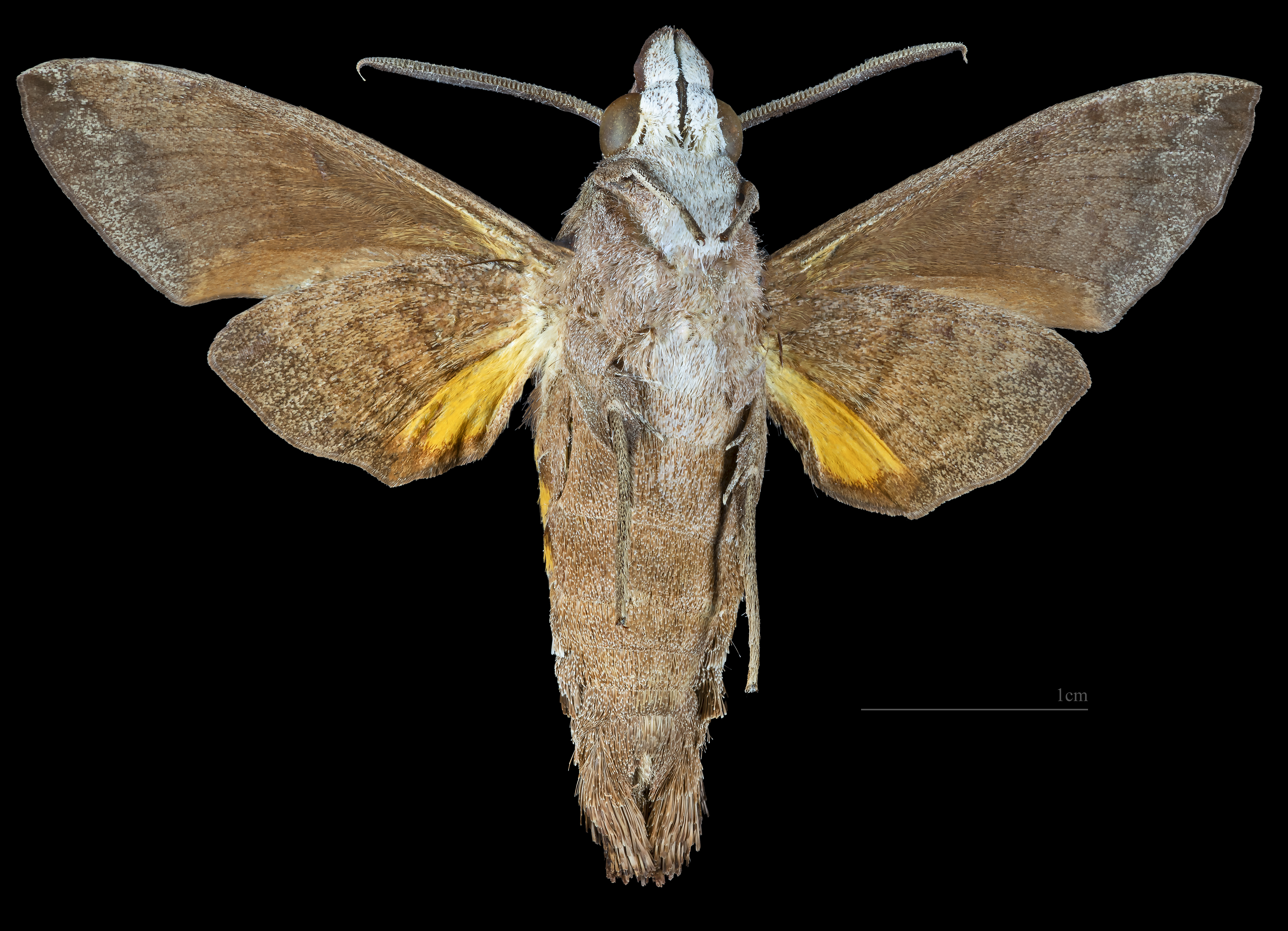
Macroglossum prometheus ♂ △